# اردوغانیسم
اردوغانیسم یا اردوغان‌گرایی یا طیبیسم به آرمان‌ها و روش‌کار سیاسی نخست‌وزیر سابق و رئیس‌جمهور کنونی ترکیه، رجب طیب اردوغان گفته می‌شود. با پشتیبانی قابل توجهی از اقتدار کاریزماتیک، اردوغان‌گرایی به عنوان «قوی‌ترین پدیده در ترکیه پس از کمالیسم» توصیف شده‌است و از حمایت گسترده‌ای نیز در سراسر کشور تا پیش از بحران اقتصادی سال ۲۰۱۸ برخودار بود. ریشه‌های ایدئولوژیکی این رویکرد در محافظه‌کاری ترکیه‌ای است. عمده‌ترین طرفدار سیاسی اردوغانیسم، حزبی است که خود اردوغان آن را درسال ۲۰۰۱ با عنوان عدالت و توسعه تأسیس کرده‌است.

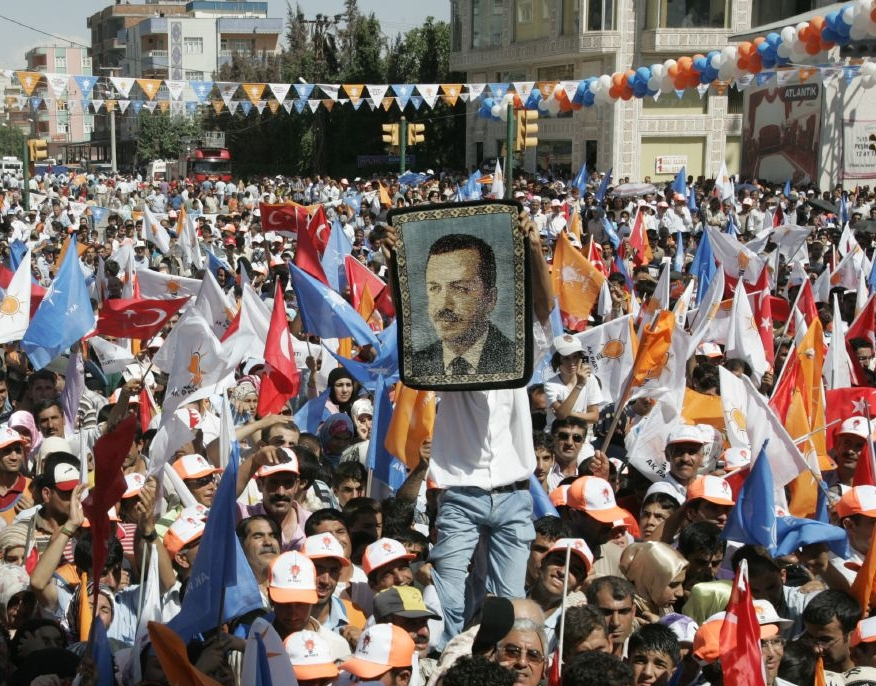
یکی از طرفداران رجب طیب اردوغان در میتینگ سال ۲۰۰۷ حزب عدالت و توسعه

## مبانی
به عنوان یک نسخهٔ شخصی شده از دموکراسی محافظه‌کار، اصول کلیدی اردوغانیسم شامل رهبری قوی و متمرکز بر اصول مذهبی و رضایت انتخاباتی است. این نوع رویکرد بسیار کم بر اصل تفکیک قوا و موازنه‌های نهادی استوار می‌باشد. منتقدان اغلب از دیدگاه سیاسی اردوغان به عنوان «اقتدارگرایی» و «دیکتاتوری انتخابی» یاد می‌کنند.
اردوغانیسم به شدت مایل به ساخت یک ترکیه جدید است، ترکیه ای که از اصول کمالیسم مندرج در جمهوری ترکیه فاصله می‌گیرد و به‌دنبال لغو برخی اصول مانند سکولاریسم نهفته در قانون اساسی این کشور است. حامیان اردوغانیسم به‌دنبال احیای ارزش‌های فرهنگی و تمدنی «امپراطوری عثمانی» هستند و به شدت با اصلاحات اجتماعی و مدرنیزاسیون و غرب‌گرایی که توسط بنیانگذار جمهوری ترکیه، مصطفی کمال آتاتورک آغاز شده بود، مخالفت می‌کنند. همچنین حمایت از اردوغان ناشی از همان اقتدار کاریزماتیک و کیش‌شخصیتی (شخصیت پرستی) او است.
نشریه فارین پالیسی عنصر اصلی نوع حکومت اردوغان را کیش‌شخصیتی او می‌داند که با عناصر دیگری چون پوپولیسم و اقتدارگرایی ترکیب شده‌است و چیزی شبیه پوتینیسم ساخته‌است.

## تاریخچهٔ کاربرد
اصطلاح اردوغانیسم اولین بار بلافاصله پس از پیروزی اردوغان در انتخابات عمومی سال ۲۰۱۱ به کار گرفته شد. جایی که اردوغانیسم عمدتاً به با لیبرال دموکراسی، آزادی اقتصادی و محافظه‌کاری سیاسی همراه با عوام‌فریبی و کیش‌شخصیت پیوند خورده‌است. همچنین در دهه‌های اخیر استفاده از این اصطلاح در محافل بین‌المللی رشد یافته‌است و اردوغانیسم در حقیقت بیانگر نوع خاص سیاست خارجی اردوغان موسوم به «نوعثمانی‌گری» است.

## تعارض با اسلام
بسیاری از اسلام‌گرایانی که حامی اردوغان بودند و در به قدرت رسیدن او کمک کردند، منتقد کیش‌شخصیتی اردوغان شده‌اند و آنرا در تعارض با اسلام می‌دانند، زیرا که در اسلام توجه اصلی باید به خدا و تعالیم دینی اسلام باشد نه انسان (شخصیت). به همین خاطر اعضای حزب اسلام‌گرای «خوشبختی» معتقدند که اردوغانیسم نسبتی با اسلام‌گرایی ندارد و بیشتر یک اقتدارگرایی شخصی است که با پوشش‌های مذهبی آذین شده است.